# DEEP in TOKAI
『DEEP in TOKAI』（ディープイントーカイ）は、東海ラジオ放送で2017年10月2日から2019年3月31日まで放送されていた、深夜のラジオ番組。

## 概要
2017年秋に実施された東海ラジオの大型改編に伴い、放送開始。東海地方の話題やゲストをパーソナリティの若手アナウンサー（前野・井田）が深掘りしていく番組。

## 放送日時
- 2017年10月2日 - 2018年3月
  - 火 - 金曜未明 2:00 - 3:00（月 - 木曜深夜）
- 2018年4月 - 2018年9月
  - 月曜 2:25 - 3:00（日曜深夜）
    - プロ野球中継『ガッツナイタースペシャル』がナイトゲーム中継となる場合は、野球中継の終了時間に関わらず休止。それ以外の場合も放送設備メンテナンス時間の確保のため、不定期に休止されることがある。
- 2018年10月 - 2019年3月
  - 日曜 4:00 - 5:00（土曜深夜）

## パーソナリティ
いずれも東海ラジオアナウンサーである。以下、放送曜日は編成上の曜日で記載する。
2018年4月から2019年3月まで
- 前野沙織

2018年3月まで
- 月・水曜担当 前野沙織
- 火・木曜担当 井田勝也

## コーナー
放送曜日は編成上の曜日で記載する。
出典:
- 曜日別コーナー
  - 月曜 - 目指せ!ギタ女への道[2]
    - 前野がギターの弾き語りに挑戦するコーナー。

  - 火曜 - 井田勝也の検定王!![3]
    - 井田が少し変わった特技や資格を身につけるコーナー。

  - 水曜 - 前野の東海地方地名リサーチ![4]
    - 東海地方の地名の成り立ちや歴史を紹介する。

  - 木曜 - 不明
- ゲストコーナー
  - ゲストにインタビューを行い、出身地のおススメを紹介してもらう。
- 東海地方のDEEPな世界
  - 曜日別で東海地方のディープなスポット・物・人を紹介する。
  - 月曜 - モーニング
  - 火曜 - 深夜まで営業している店
  - 水曜 - 土産や取り寄せの食べ物
  - 木曜 - 専門店・専門館
- 東海地方のアーティストピックアップ
  - 週ごとに東海地方のアーティストを1組紹介する。